# بيليريكاي تاون
نادي بيليريكاي تاون (بالإنجليزية: .Billericay Town F.C)‏ هو نادٍ لكرة القدم مقره في بيليريكاي، إسكس، بإنجلترا. هم ثاني أكثر الأندية نجاحًا في تاريخ FA Vase [الإنجليزية]، بعد أن فازوا بالبطولة في ثلاث مناسبات.

## سجلات النادي
أفضل أداء لكأس الاتحاد الإنجليزي: الدور الأول، 1997–98، 2004–05، 2007–08، 2017–18، 2018–19، 2019–20.